# Kasteel van Clisson
Het Kasteel van Clisson (Frans: Château de Clisson) is een kasteel in de Franse gemeente Clisson. Het kasteel kende bouwfasen tussen de 11e en de 17e eeuw. Beroemde bewoners waren Olivier V de Clisson, connétable van Frankrijk tijdens de Honderdjarige Oorlog, en Frans II van Bretagne.
Tussen 1807 en 1962 was het kasteel in het bezit van de familie Lemot. Beeldhouwer François-Frédéric Lemot had de kasteelruïne uit romantische overwegingen aangekocht. In 1962 werd het aangekocht door het departement en werd begonnen met een restauratie.